# Wilhelm von Knobelsdorff (General, 1752)
Friedrich Wilhelm Ernst Freiherr von Knobelsdorff (* 28. Januar 1752 in Berlin; † 19. April 1820 ebenda) war ein preußischer Generalleutnant und Diplomat.

## Leben

### Herkunft
Wilhelm war ein Sohn des preußischen Oberstleutnants Karl Gottlob von Knobelsdorff (1705–1757) und dessen Ehefrau Philippine Sophie, geborene Krug von Nidda († 1766).

### Militärkarriere
Knobelsdorff besuchte das Kadettenhaus sowie die Ecole militaire in Berlin. Am 12. März 1771 trat er als Gefreitenkorporal in das Regiment der Garde der Preußischen Armee ein und avancierte bis Anfang April 1776 zum Sekondeleutnant. 1778/79 nahm er am Bayerischen Erbfolgekrieg teil. Bereits zuvor war König Friedrich II. auf ihn aufmerksam geworden. 1781 schickte Knobelsdorff einen Plan für die verbesserte Ausbildung der Infanterie an den König, der sich am 14. August 1781 bedankte. Auch in den nachfolgenden Jahren schickte er verschiedene Berichte an den König.
Am 3. April 1783 stieg Knobelsdorff zum Premierleutnant auf und wurde am 21. November 1788 Stabskapitän. König Friedrich Wilhelm II. erkannte seine diplomatischen Fähigkeiten und am 9. Januar 1790 wurde er als preußischer Gesandter an die Hohe Pforte nach Konstantinopel geschickt; sein Beglaubigungsschreiben datierte vom 20. Januar 1790. Er konnte bereits am 25. Januar 1790 einen Allianzvertrag zwischen Preußen und der Hohen Pforte abschließen. Am 28. Februar 1790 wurde er zum Major befördert. Am 10. April 1798 erhielt er die Erlaubnis, die Gardeuniform zu tragen. Am 2. Juli 1798 wurde er Oberstleutnant und am 28. Juni 1799 Oberst.
Am 20. Oktober 1804 wurde Knobelsdorff zum Generalmajor befördert und zum französischen Kaiser Napoleon sowie zu Marschall Bernadotte geschickt, der zu dieser Zeit die französische Armee in Hannover kommandierte. Am 11. Januar 1805 kam er als Gesandter mit besonderem Auftrag nach Den Haag, blieb aber weiter Gesandter in Konstantinopel. Am 24. Januar 1805 erhielt er sein Patent als Generalmajor. Vom 11. November bis zum 25. Dezember 1805 war er außerordentlicher Gesandter in Paris. Nach seiner Rückkehr wurde er am 21. August 1806 erneut nach Paris geschickt, denn das Verhältnis zwischen Frankreich und Preußen war sehr gespannt. Der bisherige Gesandte Girolamo Lucchesini wurde abberufen und Knobelsdorff überbrachte ein persönliches Schreiben König Friedrich Wilhelms III. an Napoleon. 
Nach der preußischen Niederlage im Vierten Koalitionskrieg folgte er dem König nach Königsberg. Am 7. Dezember 1806 erhielt er den Auftrag, beim König zu bleiben. Im März 1809 wurde er als Gesandter nach Amsterdam geschickt. Aber als am 1. Juli 1810 das Königreich Holland in das Kaiserreich Frankreich eingegliedert wurde, wurde die preußische Gesandtschaft aufgelöst und Knobelsdorff kehrte nach Berlin zurück. Am 20. Januar 1813 erhielt er seinen Abschied und dazu 1.200 Taler Pension. Er wurde dann aber dem gefangenen König von Sachsen Friedrich August als Gesellschafter beigegeben. Dafür wurde am 12. April 1813 seine Pension auf 2.000 Taler erhöht. Nach dem Krieg wurde er am 1. April 1818 zum Generalleutnant ernannt. Er starb am 19. April 1820 in Berlin.

### Familie
Er heiratete am 31. Januar 1791 in Pera bei Konstantinopel Philippine Freiin van Dedern to de Geldern (1772–1860), Tochter des niederländischen Gesandten bei der Hohen Pforte. Das Paar hatte mehrere Kinder:
- Friedrich Wilhelm Konstantin (1789–1832)[1], Ritter des Johanniterordens, preußischer Gesandter, Ministerresident in Krakau ⚭ Henriette Wilhelmine Goßler († 1851)
- Johanna (1796–1852) ⚭ Graf Gerhard van Schimmelpenninck (1794–1863), niederländischer Gesandter
- Anton Friedrich Gisbert Konstantin (1797–1853), niederländischer Kammerherr, preußischer Rittmeister a. D. ⚭ 1829 Luise von Schuilenburg
- Wilhelm (1802–1880), preußischer Generalmajor, Adjutant der Prinzen Friedrich von Preußen
- Friedrich (Fritz) Wilhelm Adrian Karl (1810–1855), niederländischer Kammerherr ⚭ Konradine Wilhelmine Vos van Steenwyk van Essen (* 1814)